# Ansan Mugunghwa FC
El Ansan Police  (También conocido como Asan Mugunghwa y Ansan Mugunghwa) fue un equipo de fútbol de Corea del Sur que jugó sus últimas temporadas en la K League 2, hasta su disolución el año 2019.

## Historia

### Fundación y era del Ansan Police
Fue fundado en el año 1961 en la ciudad de Ansan con el nombre National Police Department FC, aunque un año después lo cambiaron a Seoul Police Department FC, el cual utilizaron por 5 años hasta que retornaron a su nombre anterior. Durante su existencia jugaron la Korean President's Cup National Football Tournament  y la Liga nacional de fútbol semiprofesional coreana hasta su desaparición en noviembre de 1967.

### Refundación como Ansan Police
El club fue refundado en 1996, cumpliendo el rol como club para los jugadores surcoreanos deben cumplir al menos dos años de servicio militar obligatorio, al igual que el Gimcheon Sangmu, club que milita actualmente en la K League 1.

### Desaparición
En noviembre de 2019 se anuncia por parte de la directiva, que el club que hasta entonces cumplía el rol de servicio militar obligatorio para futbolistas surcoreanos, se transformara en un club civil en donde también tendrían participación jugadores extranjeros. A razón de esto, el club como tal dejó de existir dando paso a la creación del Chungnam Asan FC.

## Nombres
- National Police Department FC (1961, 1967)
- Seoul Police Department (1962-1966)
- Ansan Police FC (1996–2013)
- Ansan Mugunghwa (2014–2016)
- Asan Mugunghwa (2017–2019)
- Chungnam Asan (Refundado como club civil en 2019-)

## Palmarés

### Como Seoul Police Department y National Police Department (1961-1967)

#### Liga nacional de fútbol semiprofesional coreana
- Campeones (3): 1966 Primavera, 1966 Otoño, 1967 Primavera.

### Como Ansan Police (1996-2013)

#### K League 2
- Sub-campeón (1): 2013.

#### Liga nacional de fútbol semiprofesional coreana
- Campeones (1): Otoño 2002.

### Como Ansan Mugunghwa y Asan Mugunghwa (2014-2019)

#### K League 2
- Campeón (2): 2016, 2018.

## Entrenadores
| # | Nombre         | Desde      | Hasta      | Periodo   |
| - | -------------- | ---------- | ---------- | --------- |
| 1 | Yu Dong-chun   | 1996/03/29 | 2001/03/07 | 1996-2000 |
| 2 | Kim Ki-Bok     | 2001/03/07 |            | 2001-2005 |
| 3 | Park Dae-je    | 2005/11/03 |            | 2006-2010 |
| 4 | Cho Dong-hyun  | 2010/10/12 | 2015/01/13 | 2011-2014 |
| 5 | Lee Heung-Sil  | 2015/01/13 | 2016/10/31 | 2015-2016 |
| 6 | Song Sun-Ho    | 2016/12/08 | 2017/11/29 | 2017      |
| 7 | Park Dong-Hyuk | 2017/11/29 | 2019/12/31 | 2018-2019 |